# Suntory Mermaid II
Suntory Mermaid II – pierwsza na świecie łódź napędzana energią fal. Zbudowany w japońskiej stoczni Tsuneishi Shipbuilding Company katamaran ma 9,5 m długości, 3,5 m szerokości i waży około 3 ton. Pod łodzią znajdują się dwie poziome "stateczniki" które pod wpływem fal poruszają się w górę i w dół nadając łodzi maksymalną prędkość pięciu węzłów.